# Sept chefs magyars
Les Sept chefs magyars (hetumoger chez Anonymus = hétmagyar « les Sept Magyars ») sont les chefs des sept tribus magyares (ou hongroises) qui occupèrent la plaine de Pannonie à partir de 895 après J.C. Constantin VII, empereur de l'empire Byzantin, nous donne le nom de ces sept tribus (Jenő, Kér, Keszi, Kürt-Gyarmat, Megyer, Nyék et Tarján) dans son ouvrage De Administrando Imperio. En revanche, le nom de leurs chefs ne sont pas connus avec précision, les différentes chroniques de l'époque ne faisant pas consensus — et certaines ayant été depuis identifiées comme fausses.

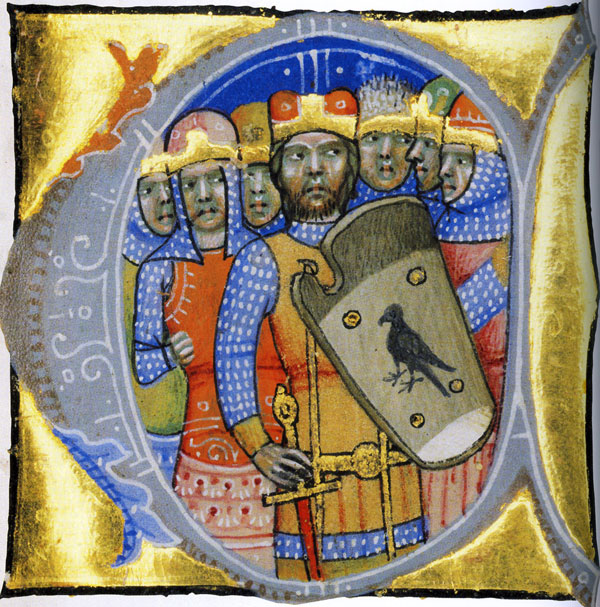
Les sept chefs des tribus magyares d'après le Chronicon Pictum

Les chefs. Détail du cyclorama d'Árpád Feszty intitulé L'Arrivée des Hongrois.

## Les chefs de ces tribus
Constantin VII ne fournit pas le nom des chefs de ces sept tribus mais décrit partiellement le fonctionnement de ces tribus.

### Noms d'après Anonymus
Un chroniqueur hongrois connu sous le nom d'Anonymus, auteur de la Gesta Hungarorum, nomme les sept chefs ainsi : 
- Álmos, père d'Árpád
- Előd, père de Szabolcs
- Kond (Kend, Kund), père de Korcán (Kurszán) et de Kaplon
- Ond, père de Ete
- Tas, père de Lél (Lehel)
- Huba
- Töhötöm ou Tétény, père de Horka

Le plus probable est que ces différents personnages aient réellement existé et étaient sans doute des personnalités importantes à l'époque, mais il est en revanche moins probable qu'ils soient les vrais chefs historiques des sept tribus. D'autre part, il est important de noter que les liens entre les différents chefs sont encore débattus entre les historiens.

### Noms d'après Simon de Kéza
Un autre chroniqueur hongrois, Simon de Kéza, nomma les sept chefs ainsi : 
- Árpád, fils d'Álmos, qui était le fils d'Előd, qui était le fils d'Ügyek
- Szabolcs
- Gyula
- Örs
- Künd, père de Kusid et Kupian
- Lél
- Bulcsú ou Vérbulcsú (« Sang-Bulcsú »), nom qui viendrait de ce que « son grand-père fut tué par les Germains à la bataille de Krimhild » et par vengeance « il but le sang de quelques-uns d'entre eux comme du vin ».

Cette liste, qui comporte des éléments légendaires, est encore moins crédible que celle d'Anonymus. Seuls Árpád et Szabolcs correspondent à la période de la conquête de la Hongrie.

## Statues
A Budapest en Hongrie, la place des Héros (en hongrois Hősök tere) possède en son centre un monument composé d'une colonne avec à sa base un groupe de sept statues montées représentant les sept chefs magyars qui menèrent leur peuple dans la plaine de Pannonie. En position avancée par rapport aux autres se trouve la statue d'Árpád, considéré comme le fondateur de la nation hongroise. Derrière lui se trouvent les chefs Előd, Ond, Kond, Tas, Huba, et Töhötöm (Tétény)

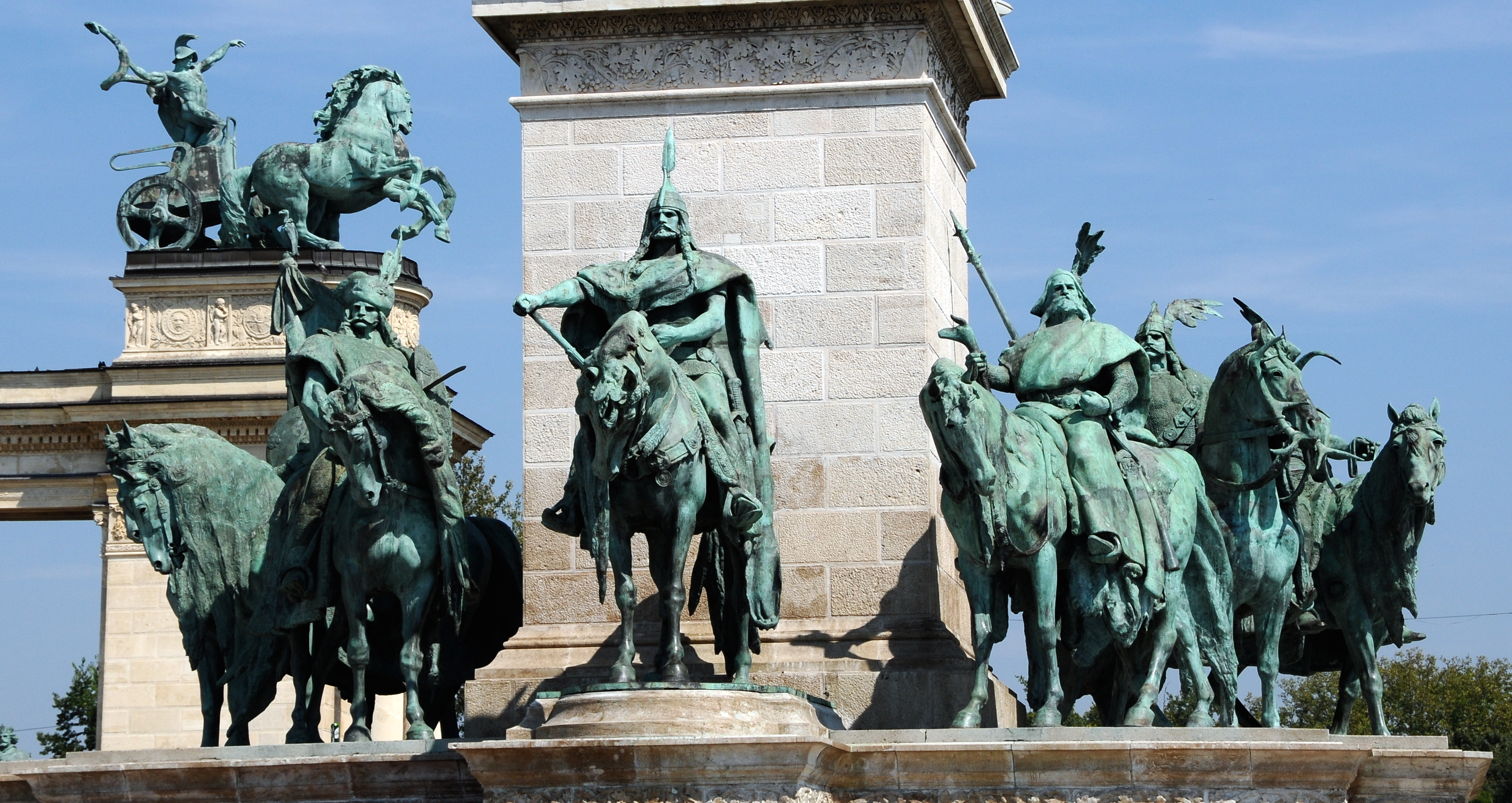
Statues des sept chefs militaires au centre de la place des Héros (Hősök tere) à Budapest.
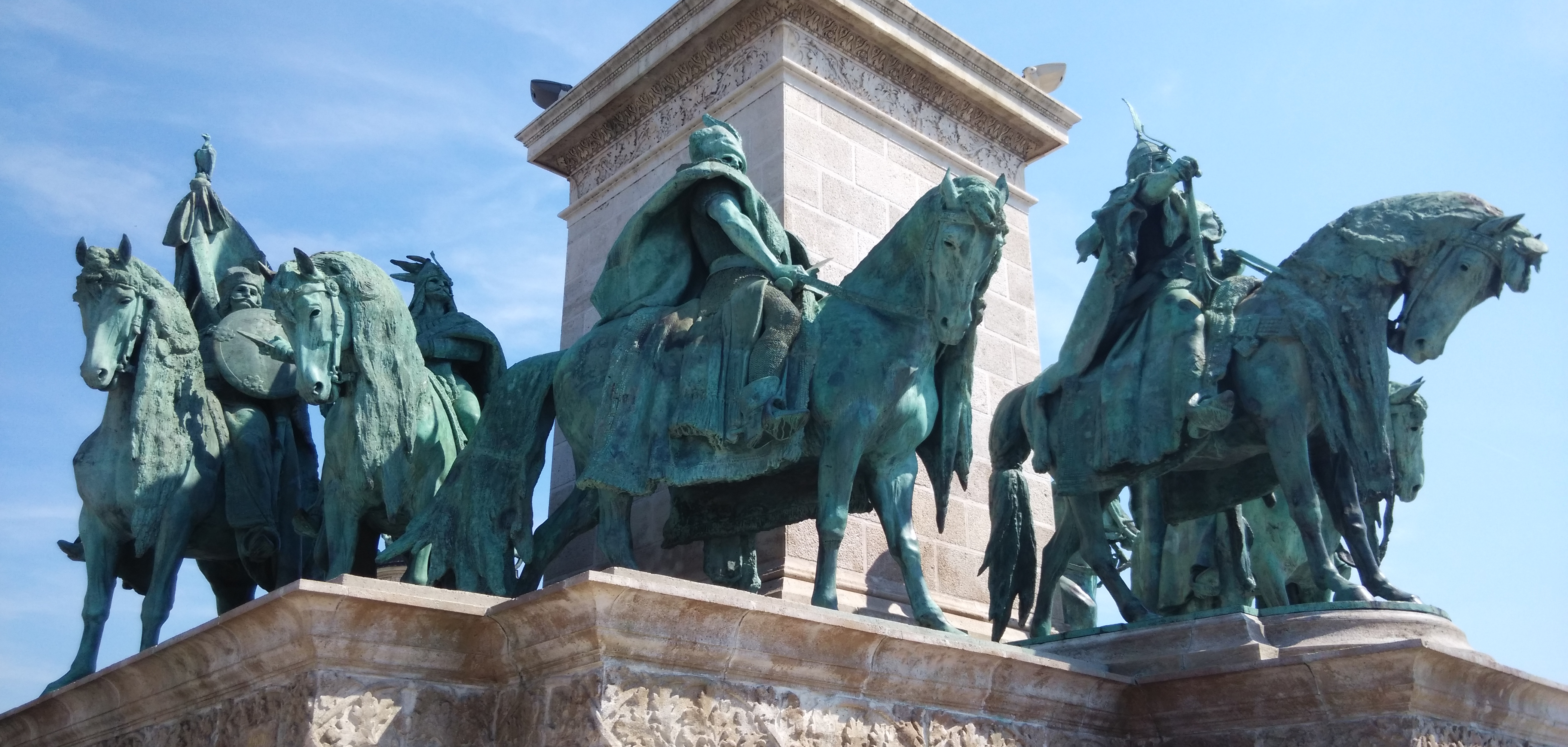
Vue de gauche du monument.
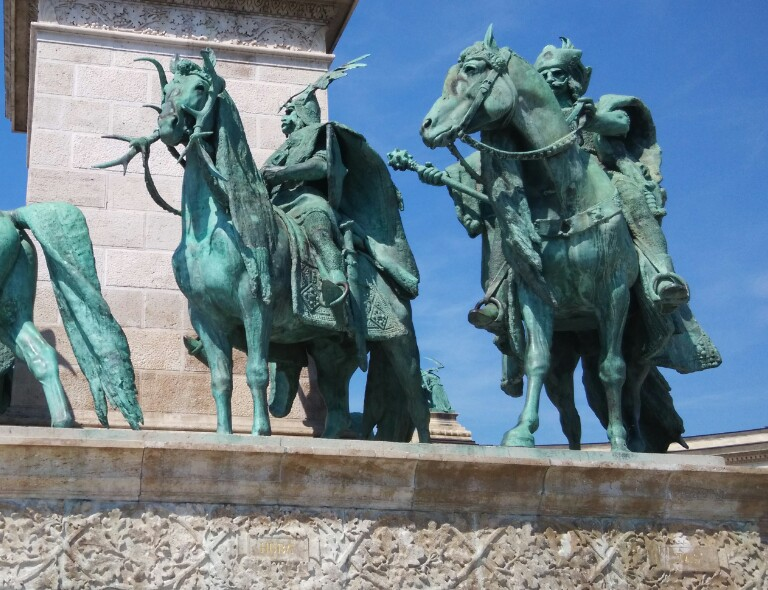
Vue de côté du monument : à gauche se trouve Huba, à droite Tas.
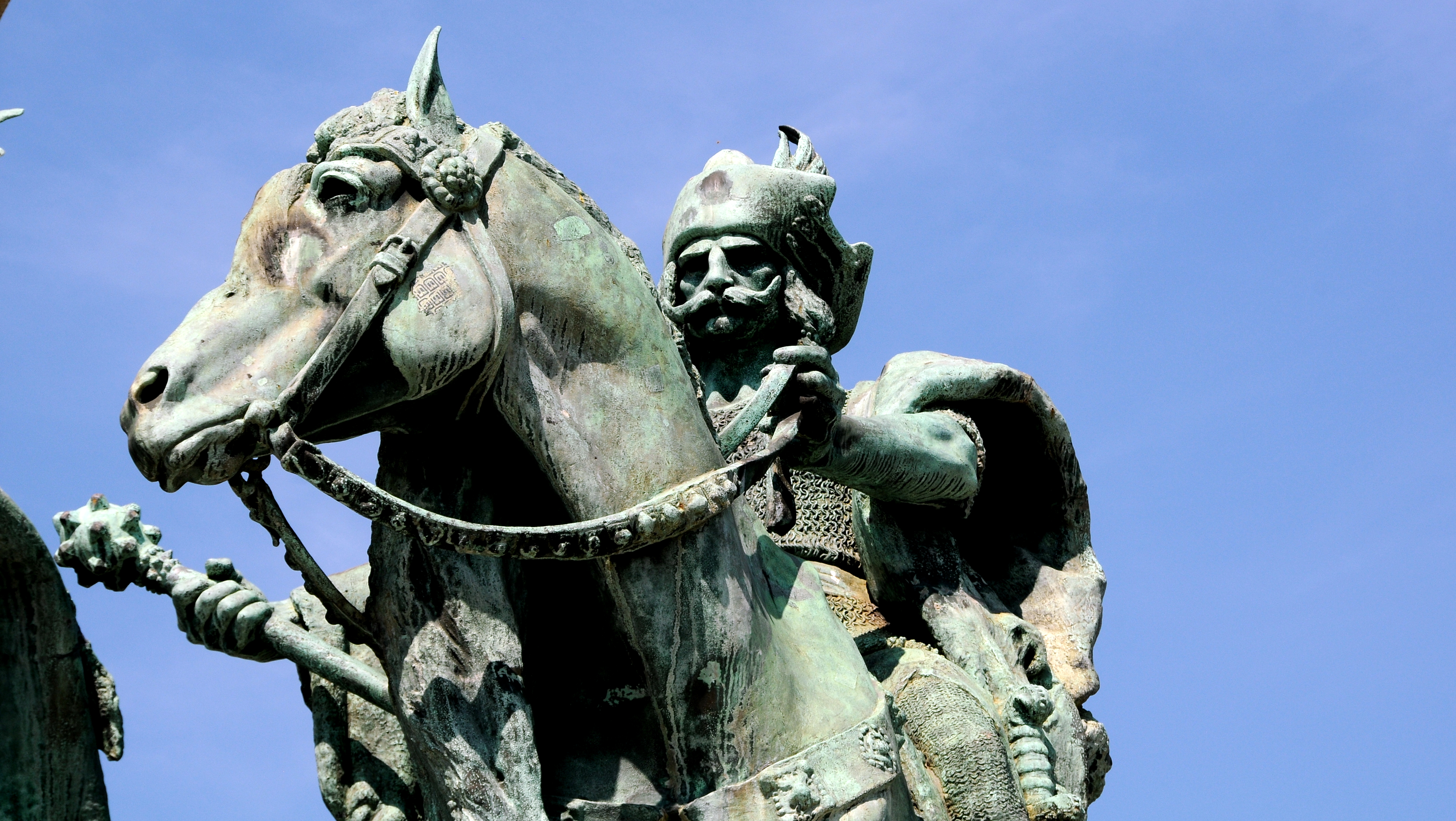
Tas, chef magyar.
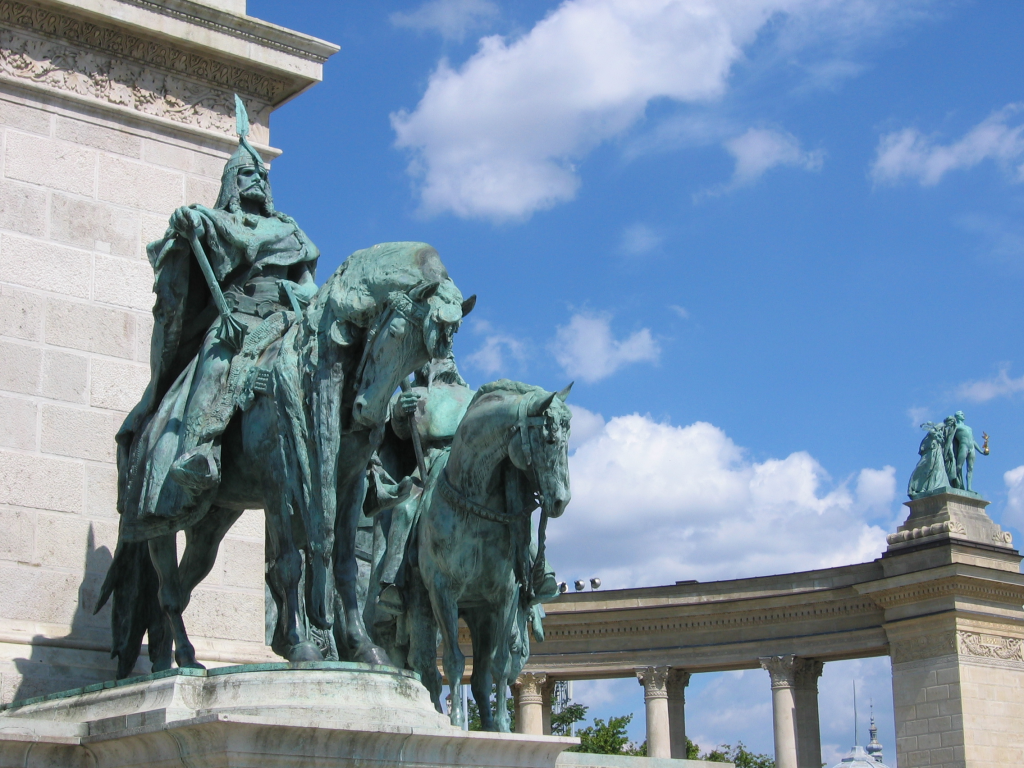
Árpád, prince des sept chefs magyars.
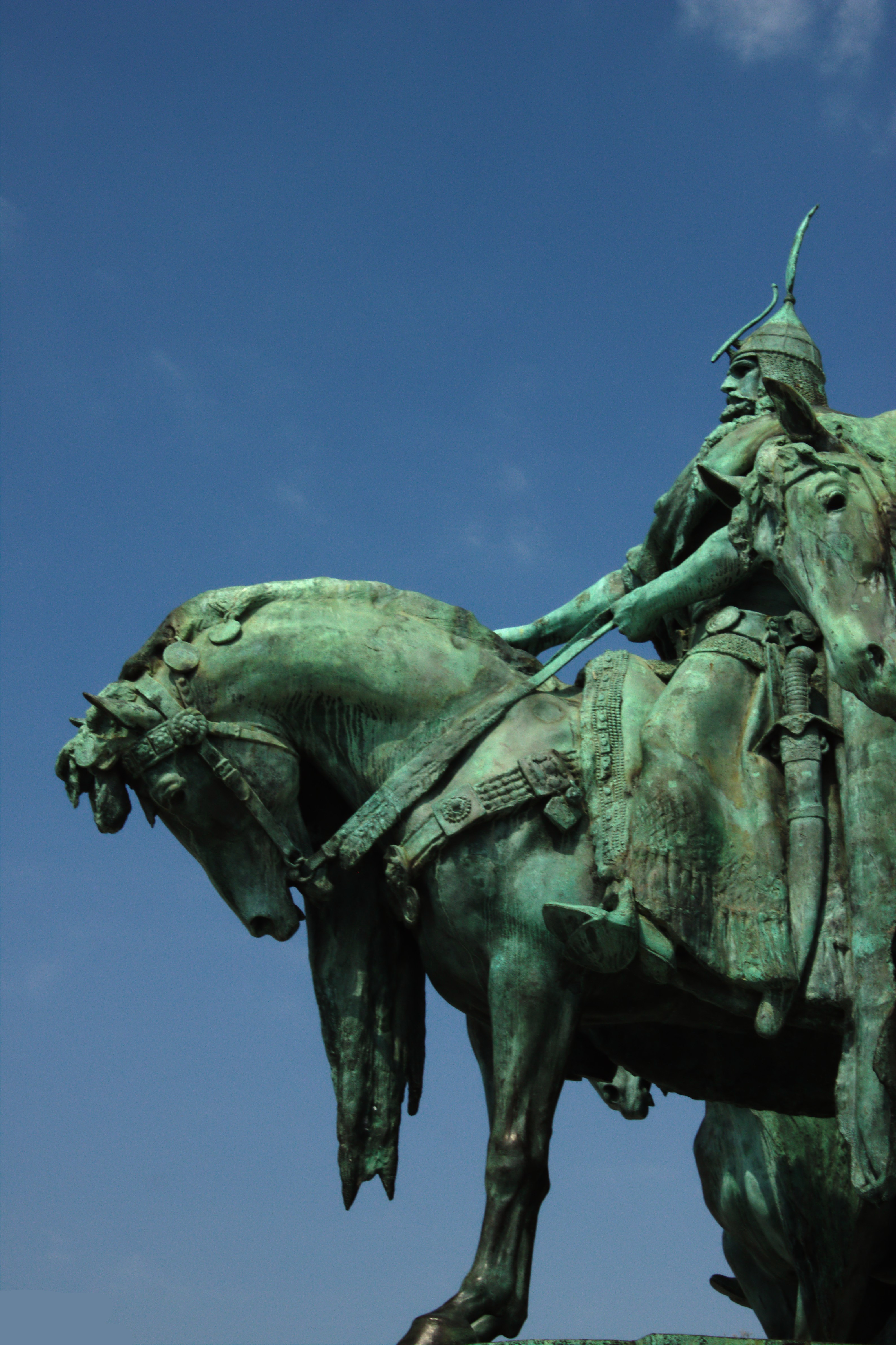
Vue de profil de la statue d'Árpád